# Уоррингтон (Флорида)
Уоррингтон (англ. Warrington) — статистически обособленная местность, расположенная в округе Эскамбия (штат Флорида, США) с населением в 15 207 человек по статистическим данным переписи 2000 года.

## География
По данным Бюро переписи населения США статистически обособленная местность Уоррингтон имеет общую площадь в 22,01 квадратных километров, из которых 17,09 кв. километров занимает земля и 4,92 кв. километров — вода. Площадь водных ресурсов округа составляет 22,35 % от всей его площади.
Статистически обособленная местность Уоррингтон расположена на высоте 16 м над уровнем моря.

## Демография
| Год переписи        | Нас.  |  | %±    |
| ------------------- | ----- |  | ----- |
| 1950                | 13570 |  | —     |
| 1960                | 16752 |  | 23,4% |
| 1970                | 15848 |  | −5,4% |
| 1980                | 15792 |  | −0,4% |
| 1990                | 16040 |  | 1,6%  |
| 2000                | 15207 |  | −5,2% |
| 1950–2000 Источник: |       |  |       |

По данным переписи населения 2000 года в Уоррингтонe проживало 15 207 человек, 4046 семей, насчитывалось 6547 домашних хозяйств и 7582 жилых дома. Средняя плотность населения составляла около 690,91 человек на один квадратный километр. Расовый состав населённого пункта распределился следующим образом: 71,57 % белых, 21,69 % — чёрных или афроамериканцев, 1,05 % — коренных американцев, 2,08 % — азиатов, 0,16 % — выходцев с тихоокеанских островов, 2,54 % — представителей смешанных рас, 0,91 % — других народностей. Испаноговорящие составили 2,88 % от всех жителей статистически обособленной местности.
Из 6547 домашних хозяйств в 28,4 % воспитывали детей в возрасте до 18 лет, 38,7 % представляли собой совместно проживающие супружеские пары, в 18,5 % семей женщины проживали без мужей, 38,2 % не имели семей. 31,3 % от общего числа семей на момент переписи жили самостоятельно, при этом 12,0 % составили одинокие пожилые люди в возрасте 65 лет и старше. Средний размер домашнего хозяйства составил 2,32 человек, а средний размер семьи — 2,89 человек.
Население статистически обособленной местности по возрастному диапазону по данным переписи 2000 года распределилось следующим образом: 25,7 % — жители младше 18 лет, 9,4 % — между 18 и 24 годами, 27,7 % — от 25 до 44 лет, 21,8 % — от 45 до 64 лет и 15,4 % — в возрасте 65 лет и старше. Средний возраст жителей составил 36 лет. На каждые 100 женщин в Уоррингтонe приходилось 92,3 мужчин, при этом на каждые сто женщин 18 лет и старше приходилось 87,2 мужчин также старше 18 лет.
Средний доход на одно домашнее хозяйство статистически обособленной местности составил 30 459 долларов США, а средний доход на одну семью — 35 892 доллара. При этом мужчины имели средний доход в 29 083 доллара США в год против 19 375 долларов среднегодового дохода у женщин. Доход на душу населения статистически обособленной местности составил 30 459 долларов в год. 17,5 % от всего числа семей в населённом пункте и 20,6 % от всей численности населения находилось на момент переписи населения за чертой бедности, при этом 33,8 % из них были моложе 18 лет и 6,0 % — в возрасте 65 лет и старше.